# Erwin Hoffer
Erwin Hoffer (Baden, 14 aprile 1987) è un ex calciatore austriaco, di ruolo attaccante.

## Caratteristiche tecniche
Era un attaccante veloce e cinico sotto porta. Faceva del fiuto del gol la sua caratteristica principale.

## Carriera

### Club

#### Admira Wacker e Rapid Vienna
Nato nella Bassa Austria, esordisce nella Bundesliga nel maggio 2005 con la maglia dell'Admira Wacker Mödling.
Alla fine della stagione 2005-2006, che culmina con la retrocessione dell'Admira, si trasferisce al Rapid Vienna grazie al poker di reti segnate nel finale di stagione.
Nella prima stagione con la maglia del Rapid Vienna (2006-2007) va a segno 4 volte in 21 partite.
La stagione 2007-2008 è decisamente più positiva: Hoffer realizza ben 10 reti in 29 partite — inclusa una tripletta nella vittoria per 7-0 contro il Salisburgo — con 3 gol realizzati nelle ultime tre partite del campionato, che si conclude con la conquista del titolo nazionale.
La carriera in crescendo di Hoffer si conferma nella stagione 2008-2009 nella quale mette a segno 27 reti in 34 partite. Entra nella classifica della Scarpa d'oro 2009 classificandosi quindicesimo.

#### La parentesi in Italia: Napoli

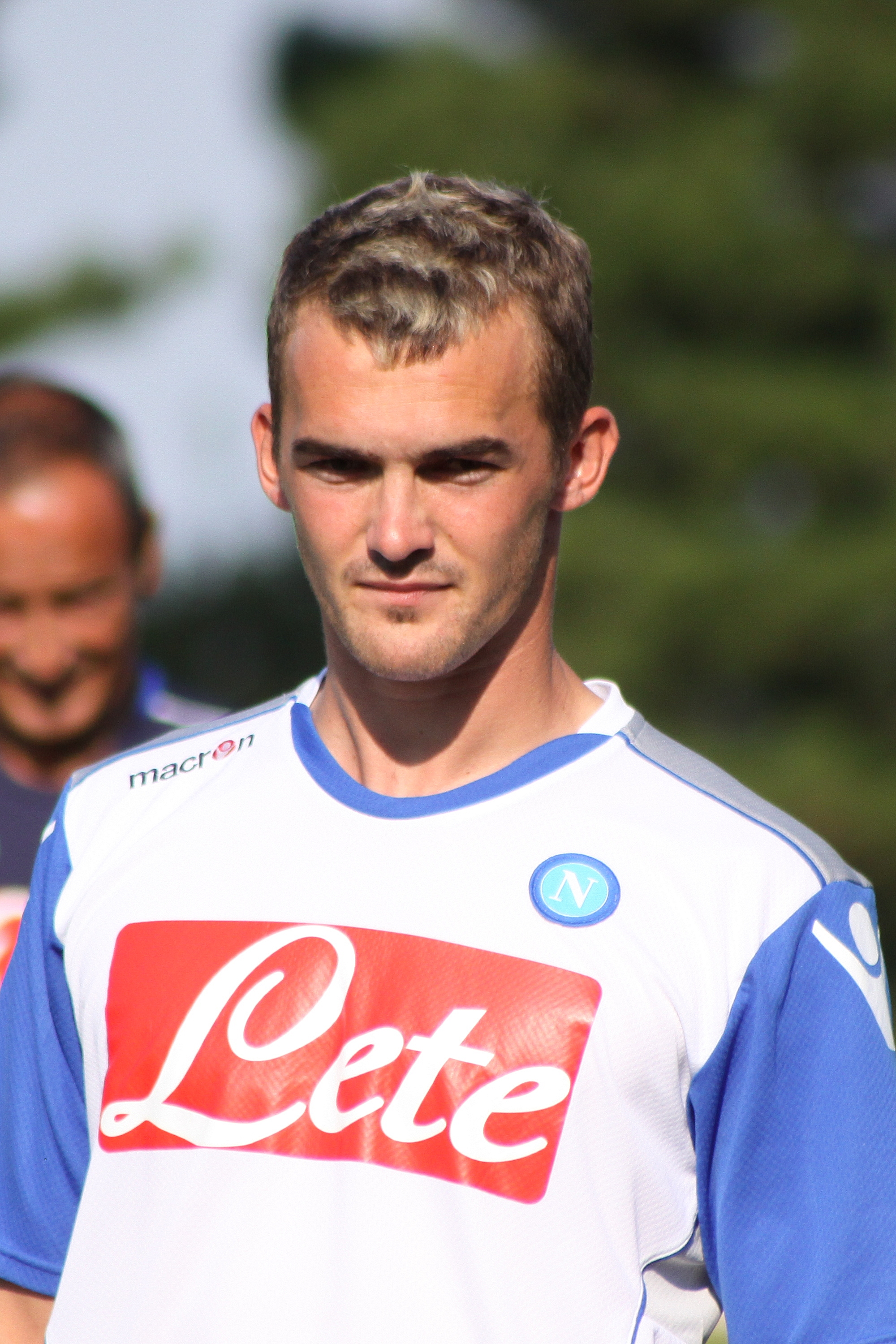
Erwin Hoffer in allenamento col Napoli

Il 28 luglio 2009 viene acquistato, per circa 5 milioni di euro, dal Napoli, con cui firma un contratto quinquennale.
Esordisce con la maglia azzurra il 16 agosto 2009 nel match contro la Salernitana, valido per il terzo turno di Coppa Italia; subentra ad Ezequiel Lavezzi e sigla il gol del definitivo 3-0 per i partenopei. Il debutto in Serie A ha invece luogo il 30 agosto 2009 alla seconda di campionato contro il Livorno al San Paolo, subentrando a Fabio Quagliarella nei minuti finali. Nella prima e unica stagione italiana trova poco spazio: colleziona 8 presenze in campionato, tutte a gara in corso, e 3 in Coppa Italia.

#### Il trasferimento in Germania: Kaiserslautern, Eintracht e Fortuna

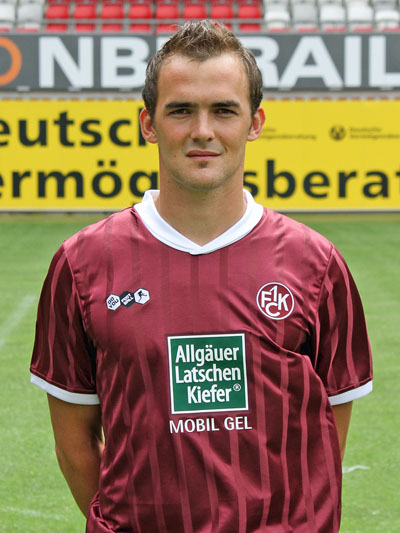
Hoffer alla presentazione con la maglia del Kaiserslautern

Il 15 luglio 2010 passa in prestito con diritto di riscatto ai tedeschi del Kaiserslautern, neopromosso in Bundesliga. Esordisce con il club tedesco nel match di Coppa di Germania contro il Osnabrück, siglando una doppietta nei tempi supplementari che consente al Kaiserslautern di vincere per 3 a 2. I primi gol in campionato arrivano il 18 settembre nella partita contro l'Hoffenheim (2-2), nella quale mette a segno una doppietta. In campionato colleziona complessivamente 24 presenze e 5 reti e non viene riscattato dal club della Renania.
Nella stagione successiva si trasferisce, sempre in prestito con diritto di riscatto, all'Eintracht Francoforte, appena retrocesso in Zweite Liga. Colleziona 30 presenze e 9 reti e al termine della stagione, conclusasi con la promozione in Bundesliga, il prestito viene rinnovato.
Il 30 gennaio 2013, dopo sei presenze e una rete in massima serie, lascia l'Eintracht e ritorna, sempre in prestito, al Kaiserslautern, in Zweite Liga. Nella seconda serie tedesca realizza tre reti in 14 partite.
Rientrato al Napoli, non viene convocato per il ritiro precampionato ed è relegato fuori rosa. Il 21 agosto 2013 si trasferisce a titolo definitivo al Fortuna Düsseldorf, ancora una volta in Zweite Liga (dove il club è appena retrocesso), firmando un contratto fino al 30 giugno 2015.

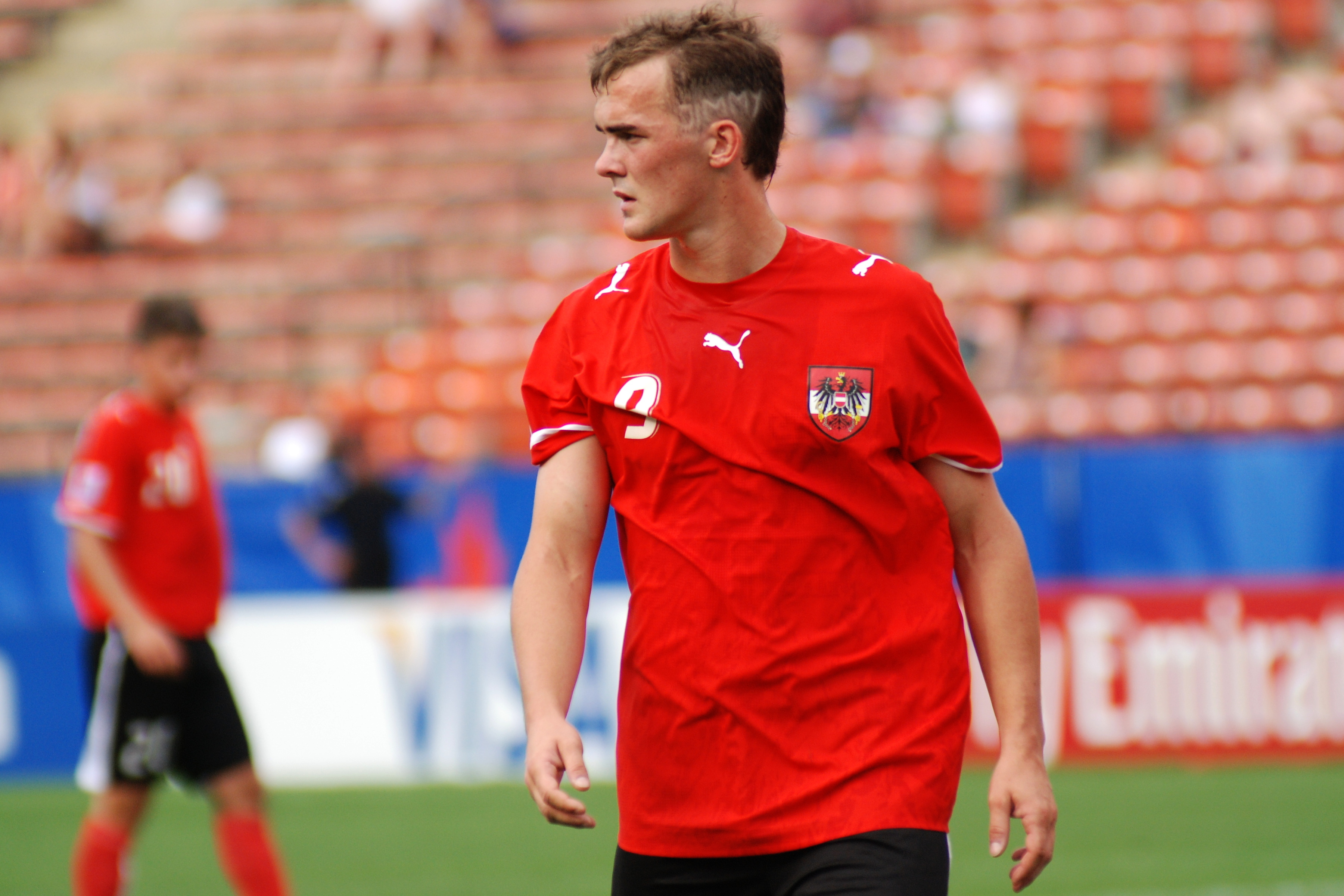
Hoffer al Mondiale Under-20

#### Il trasferimento in Belgio
Nel settembre del 2017 si lega al Beerschot Wilrijk, squadra militante nella Tweede klasse, la seconda divisione belga, con un contratto di due anni.

#### Il ritorno alle origini
Nel 2019 torna in patria, all'Admira Wacker Mödling, squadra nella quale ha esordito da professionista, militando in Bundesliga, la massima serie della federazione austriaca.

### Nazionale
Nel 2007 ha partecipato al Mondiale di calcio Under-20 in Canada, competizione in cui ha segnato 3 reti.
Ha fatto il suo debutto in nazionale austriaca a Vienna il 2 giugno 2007 contro il Paraguay subentrando dopo l'intervallo.
Ha partecipato all'Europeo 2008, competizione nella quale ha giocato un totale di 94 minuti.
I primi gol in Nazionale arrivano il 1º aprile 2009, quando mette a segno una doppietta contro la Romania in un match valido per le qualificazioni ai Mondiali 2010.

## Statistiche

### Presenze e reti nei club
Statistiche aggiornate all'11 giugno 2015.
| Stagione                     | Squadra                      | Campionato                   | Campionato | Campionato | Coppa nazionale | Coppa nazionale | Coppa nazionale | Coppe europee | Coppe europee | Coppe europee | Totale | Totale |
| Stagione                     | Squadra                      | Comp                         | Pres       | Reti       | Comp            | Pres            | Reti            | Comp          | Pres          | Reti          | Pres   | Reti   |
| ---------------------------- | ---------------------------- | ---------------------------- | ---------- | ---------- | --------------- | --------------- | --------------- | ------------- | ------------- | ------------- | ------ | ------ |
| 2004-2005                    | Admira Wacker Mödling        | BL                           | 4          | 0          |                 | -               | -               | -             | -             | -             | 4      | 0      |
| 2005-2006                    | Admira Wacker Mödling        | BL                           | 17         | 4          |                 | -               | -               | -             | -             | -             | 17     | 4      |
| 2006-2007                    | Rapid Vienna                 | BL                           | 21         | 4          | CA              | 1               | 0               | -             | -             | -             | 22     | 4      |
| 2007-2008                    | Rapid Vienna                 | BL                           | 29         | 10         | CA              | 0               | 0               | CU            | 2             | 0             | 31     | 10     |
| 2008-2009                    | Rapid Vienna                 | BL                           | 34         | 27         | CA              | 3               | 1               | UCL           | 2             | 1             | 39     | 29     |
| lug. 2009                    | Rapid Vienna                 | BL                           | 1          | 0          | CA              | 0               | 0               | UEL           | 2             | 1             | 3      | 1      |
| Totale Rapid Vienna          | Totale Rapid Vienna          | Totale Rapid Vienna          | 85         | 41         |                 | 4               | 1               |               | 6             | 2             | 95     | 44     |
| 2009-2010                    | Napoli                       | A                            | 8          | 0          | CI              | 3               | 1               | -             | -             | -             | 11     | 1      |
| 2010-2011                    | Kaiserslautern               | BL                           | 24         | 5          | CG              | 3               | 2               | -             | -             | -             | 27     | 7      |
| 2011-2012                    | Eintracht Francoforte        | 2L                           | 30         | 9          | CG              | 1               | 0               | -             | -             | -             | 31     | 9      |
| 2012-gen. 2013               | Eintracht Francoforte        | BL                           | 6          | 1          | CG              | 0               | 0               | -             | -             | -             | 6      | 1      |
| Totale Eintracht Francoforte | Totale Eintracht Francoforte | Totale Eintracht Francoforte | 36         | 10         |                 | 1               | 0               |               | 0             | 0             | 37     | 10     |
| gen.-giu. 2013               | Kaiserslautern               | 2L                           | 14         | 3          | CG              | 0               | 0               | -             | -             | -             | 14     | 3      |
| Totale Kaiserslautern        | Totale Kaiserslautern        | Totale Kaiserslautern        | 38         | 8          |                 | 3               | 2               |               | 0             | 0             | 41     | 10     |
| 2013-2014                    | Fortuna Düsseldorf           | 2L                           | 24         | 9          | CG              | 0               | 0               | -             | -             | -             | 24     | 9      |
| 2014-2015                    | Fortuna Düsseldorf           | 2L                           | 21         | 4          | CG              | 1               | 0               | -             | -             | -             | 22     | 4      |
| Totale Fortuna Düsseldorf    | Totale Fortuna Düsseldorf    | Totale Fortuna Düsseldorf    | 45         | 13         |                 | 1               | 0               |               |               |               | 46     | 13     |
| 2015-2016                    | Karlsruhe                    | 2L                           | 27         | 4          | CG              | 1               | 0               | -             | -             | -             | 28     | 4      |
| 2016-2017                    | Karlsruhe                    | 2L                           | 23         | 2          | CG              | 0               | 0               | -             | -             | -             | 23     | 2      |
| 2017-2018                    | Beerschot VA                 | PL                           | 20+3       | 5+0        | CB              | 1               | 0               | -             | -             | -             | 24     | 5      |
| 2018-2019                    | Beerschot VA                 | PL                           | 20+7       | 3+0        | CB              | 3               | 1               | -             | -             | -             | 30     | 4      |
| 2019-2020                    | Admira Wacker M.             | BL                           | 25         | 2          | CA              | 1               | 0               | -             | -             | -             | 26     | 2      |
| 2020-2021                    | Admira Wacker M.             | BL                           | 20         | 2          | CA              | 1               | 0               | -             | -             | -             | 21     | 2      |
| Totale Admira Wacker Mödling | Totale Admira Wacker Mödling | Totale Admira Wacker Mödling | 66         | 8          |                 | 2               | 0               |               | -             | -             | 68     | 8      |
| Totale carriera              | Totale carriera              | Totale carriera              | 278        | 80         |                 | 14              | 4               |               | 6             | 2             | 298    | 86     |

### Cronologia presenze e reti in nazionale
| Cronologia completa delle presenze e delle reti in nazionale ― Austria | Cronologia completa delle presenze e delle reti in nazionale ― Austria | Cronologia completa delle presenze e delle reti in nazionale ― Austria | Cronologia completa delle presenze e delle reti in nazionale ― Austria | Cronologia completa delle presenze e delle reti in nazionale ― Austria | Cronologia completa delle presenze e delle reti in nazionale ― Austria | Cronologia completa delle presenze e delle reti in nazionale ― Austria | Cronologia completa delle presenze e delle reti in nazionale ― Austria |
| Data                                                                   | Città                                                                  | In casa                                                                | Risultato                                                              | Ospiti                                                                 | Competizione                                                           | Reti                                                                   | Note                                                                   |
| ---------------------------------------------------------------------- | ---------------------------------------------------------------------- | ---------------------------------------------------------------------- | ---------------------------------------------------------------------- | ---------------------------------------------------------------------- | ---------------------------------------------------------------------- | ---------------------------------------------------------------------- | ---------------------------------------------------------------------- |
| 2-6-2007                                                               | Vienna                                                                 | Austria                                                                | 0 – 0                                                                  | Paraguay                                                               | Amichevole                                                             | -                                                                      | 46’                                                                    |
| 11-9-2007                                                              | Vienna                                                                 | Austria                                                                | 0 – 2                                                                  | Cile                                                                   | Amichevole                                                             | -                                                                      | 74’                                                                    |
| 27-5-2008                                                              | Vienna                                                                 | Austria                                                                | 1 – 1                                                                  | Nigeria                                                                | Amichevole                                                             | -                                                                      | 46’                                                                    |
| 30-5-2008                                                              | Vienna                                                                 | Austria                                                                | 5 – 1                                                                  | Malta                                                                  | Amichevole                                                             | -                                                                      | 58’                                                                    |
| 16-6-2008                                                              | Vienna                                                                 | Austria                                                                | 0 – 1                                                                  | Germania                                                               | Euro 2008 - 1º Turno                                                   | -                                                                      | 31’                                                                    |
| 10-9-2008                                                              | Marijampolė                                                            | Lituania                                                               | 2 – 0                                                                  | Austria                                                                | Qual. Mondiali 2010                                                    | -                                                                      | 66’                                                                    |
| 11-10-2008                                                             | Tórshavn                                                               | Fær Øer                                                                | 1 – 1                                                                  | Austria                                                                | Qual. Mondiali 2010                                                    | -                                                                      |                                                                        |
| 15-10-2008                                                             | Vienna                                                                 | Austria                                                                | 1 – 3                                                                  | Serbia                                                                 | Qual. Mondiali 2010                                                    | -                                                                      | 46’                                                                    |
| 19-11-2008                                                             | Vienna                                                                 | Austria                                                                | 2 – 4                                                                  | Turchia                                                                | Amichevole                                                             | -                                                                      | 46’                                                                    |
| 1-4-2009                                                               | Klagenfurt                                                             | Austria                                                                | 2 – 1                                                                  | Romania                                                                | Qual. Mondiali 2010                                                    | 2                                                                      | 54’                                                                    |
| 6-6-2009                                                               | Belgrado                                                               | Serbia                                                                 | 1 – 0                                                                  | Austria                                                                | Qual. Mondiali 2010                                                    | -                                                                      | 56’                                                                    |
| 12-8-2009                                                              | Klagenfurt                                                             | Austria                                                                | 0 – 2                                                                  | Camerun                                                                | Amichevole                                                             | -                                                                      | 61’                                                                    |
| 5-9-2009                                                               | Graz                                                                   | Austria                                                                | 3 – 1                                                                  | Fær Øer                                                                | Qual. Mondiali 2010                                                    | -                                                                      | 61’                                                                    |
| 9-9-2009                                                               | Bucarest                                                               | Romania                                                                | 1 – 1                                                                  | Austria                                                                | Qual. Mondiali 2010                                                    | -                                                                      | 46’                                                                    |
| 14-10-2009                                                             | Saint-Denis                                                            | Francia                                                                | 3 – 1                                                                  | Austria                                                                | Qual. Mondiali 2010                                                    | -                                                                      | 46’                                                                    |
| 18-11-2009                                                             | Vienna                                                                 | Austria                                                                | 1 – 5                                                                  | Spagna                                                                 | Amichevole                                                             | -                                                                      | 62’                                                                    |
| 11-8-2010                                                              | Klagenfurt                                                             | Austria                                                                | 0 – 1                                                                  | Svizzera                                                               | Amichevole                                                             | -                                                                      | 46’                                                                    |
| 7-9-2010                                                               | Salisburgo                                                             | Austria                                                                | 2 – 0                                                                  | Kazakistan                                                             | Qual. Euro 2012                                                        | 1                                                                      | 66’                                                                    |
| 8-10-2010                                                              | Vienna                                                                 | Austria                                                                | 3 – 0                                                                  | Azerbaigian                                                            | Qual. Euro 2012                                                        | -                                                                      | 59’                                                                    |
| 12-10-2010                                                             | Bruxelles                                                              | Belgio                                                                 | 4 – 4                                                                  | Austria                                                                | Qual. Euro 2012                                                        | -                                                                      | 56’                                                                    |
| 9-2-2011                                                               | Eindhoven                                                              | Paesi Bassi                                                            | 3 – 1                                                                  | Austria                                                                | Amichevole                                                             | -                                                                      | 62’                                                                    |
| 29-3-2011                                                              | Istanbul                                                               | Turchia                                                                | 2 – 0                                                                  | Austria                                                                | Qual. Euro 2012                                                        | -                                                                      | 46’                                                                    |
| 3-6-2011                                                               | Vienna                                                                 | Austria                                                                | 1 – 2                                                                  | Germania                                                               | Qual. Euro 2012                                                        | -                                                                      | 88’                                                                    |
| 7-6-2011                                                               | Graz                                                                   | Austria                                                                | 3 – 1                                                                  | Lettonia                                                               | Amichevole                                                             | -                                                                      | 62’                                                                    |
| 10-8-2011                                                              | Klagenfurt                                                             | Austria                                                                | 1 – 2                                                                  | Slovacchia                                                             | Amichevole                                                             | 1                                                                      | 55’                                                                    |
| 2-9-2011                                                               | Gelsenkirchen                                                          | Germania                                                               | 6 – 2                                                                  | Austria                                                                | Qual. Euro 2012                                                        | -                                                                      | 74’                                                                    |
| 6-9-2011                                                               | Vienna                                                                 | Austria                                                                | 0 – 0                                                                  | Turchia                                                                | Qual. Euro 2012                                                        | -                                                                      | 67’                                                                    |
| 29-2-2012                                                              | Klagenfurt                                                             | Austria                                                                | 3 – 1                                                                  | Finlandia                                                              | Amichevole                                                             | -                                                                      | 46’                                                                    |
| Totale                                                                 |                                                                        | Presenze                                                               | 28                                                                     |                                                                        | Reti                                                                   | 4                                                                      |                                                                        |

## Palmarès

### Club

#### Competizioni nazionali
- Campionato austriaco: 1

Rapid Vienna: 2007-2008